# Межерицький Леонід Якович
Леонід Якович Межерицький (нар. 11 грудня 1930, Одеса — 12 листопада 2007, Берлін, Німеччина) — радянський, український та ізраїльський художник, живописець, визнаний майстер колориту.

## Біографія
Народився 11 грудня 1930 року в родині архітектора. Корінний одесит. Закінчив Одеське державне художнє училище в 1955 році, майстерня станкового живопису Д. М. Фруміна. Член Спілки художників СРСР та Спілки художників України з 1971 року.
Працював переважно в техніці олійного живопису у власній живописній манері, що спирається на колористичні системи французького імпресіонізму і постімпресіонізму. Деякі фахівці виділяють в художника в першу чергу особливий дар портретиста. Проте найбільший корпус картин майстра відноситься до жанру пленерного пейзажу, традиційно в південноросійській (одеській) школі живопису. Жанри портрета і натюрморту складають приблизно рівну кількість полотен.
Жив і творив художник більшу частину життя в Одесі. Часто робив творчі поїздки по Україні і по Росії, а з 1990-х років — по Італії, Німеччині та Ізраїлю, на півночі якого, в Галілеї, прожив останні вісім років життя. Ізраїльський період творчості майстра включив в себе велику серію пейзажів (понад 60), кілька натюрмортів і один портрет.
Учасник багатьох одеських обласних, українських республіканських і всесоюзних художніх виставок, в тому числі Третьої загальносоюзної виставки художників-мариністів 1961 року в Москві (останньої цього статусу і напрямку в СРСР). Після 1970 року з принципових міркувань відмовлявся, за рідкісними винятками, від участі в офіційних виставках. Лише в 1997 році, перед переїздом до Ізраїлю, представив широкій публіці свої роботи на що отримав відмінну професійну і любительську критику виставці в Одеському єврейському культурному центрі. У 2000 році відбулася настільки ж резонансна персональна виставка живописця в Російському центрі науки і культури в Берліні (Німеччина). Згодом брав участь у групових виставках живопису, котрі проводилися різними галереями Берліна, Люксембургу, Тель Авіва.
Творчість художника-живописця представлено в збірниках державних художніх музеїв України, в приватних колекціях України, США, Канади, Німеччини, Англії, Ізраїлю і Росії. Кілька пейзажних творів в 1973 році були придбані однією з найбільших в світі приватних картинних галерей мистецтва XX століття Геккосо (Японія) і експонувалися нею на зарубіжних виставках радянського мистецтва. Сюжетно-тематичні картини, створені в 1960-і — 1970-і роки на замовлення Художнього Фонду СРСР в стилістиці живописного реалізму з елементами «суворого стилю», можна зустріти в актуальних каталогах галерей України і Росії.
Леонід Межерицький помер 12 листопада 2007 року в Берліні після важкої хвороби. Похований на Єврейському кладовищі в Вайсензе.

## Галерея

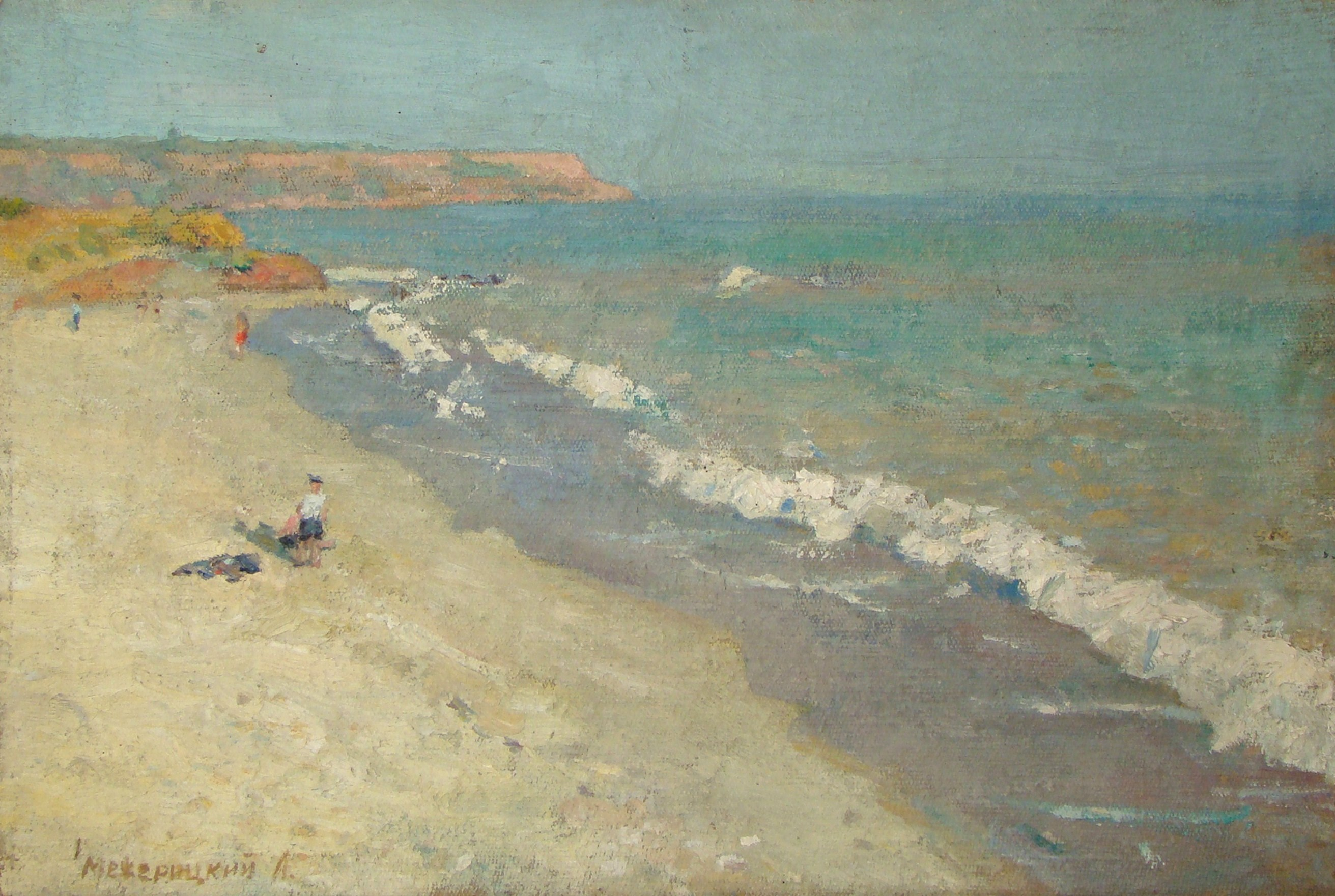
Весняний прибій на морі
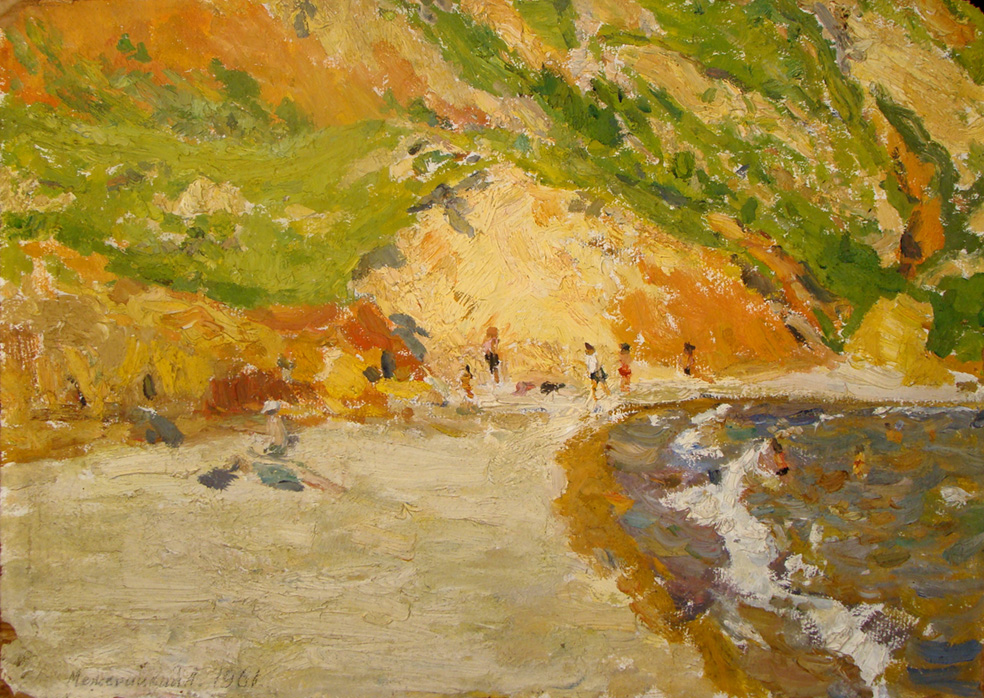
Пляж Великого Фонтану